# Iglesia de San Marcos (Jerez de la Frontera)

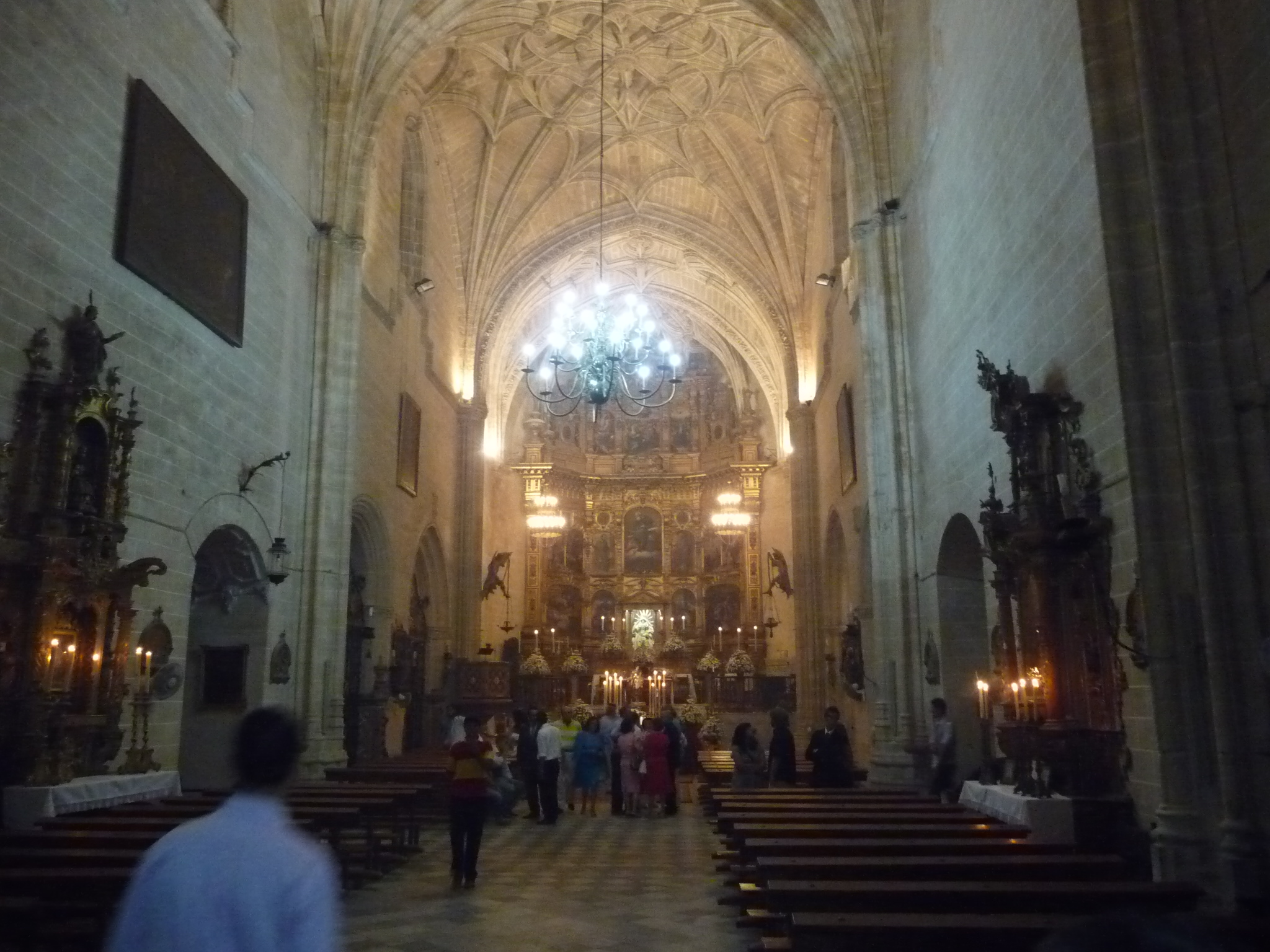
Interior

La iglesia de San Marcos es un templo de culto católico de estilo gótico situado en la plaza y barrio del mismo nombre de la ciudad de Jerez de la Frontera, Cádiz (España).
Declarado Bien de Interés Cultural, su valor arquitectónico y artístico le valió la declaración de Monumento, cuya publicación apareció en La Gaceta de Madrid en 1931.

## Historia
La iglesia parte de una de las seis parroquias fundadas en el siglo XIII en la zona intramuros de la ciudad al efectuarse el Repartimiento por el rey castellano Alfonso X El Sabio tras la reconquista definitiva de esta plaza en 1264, junto con la iglesia de San Lucas, la iglesia de San Mateo y la iglesia de San Juan de los Caballeros (los cuatro Evangelistas), más la iglesia de San Dionisio y la iglesia del Salvador, hoy convertida en Catedral de Jerez de la Frontera.
La construcción de la fábrica actual puede fecharse hacia mediados del siglo XIV, como evidencia el estilo de su ábside poligonal y la portada mudéjar del lado del Evangelio, según algunos autores, lo más antiguo de la obra. Pudo erigirse sobre una anterior mezquita musulmana. No hay mayores datos históricos sobre su construcción hasta mediados del siglo XV, debiendo emprenderse una profunda reconstrucción en el último tercio de esa centuria, hacia el año 1480, en estilo gótico tardío.
Tiene esta parroquia especial vínculo con la historia de la ciudad, pues en ella se celebraron las Juntas presididas por el duque de Medina Sidonia para acabar con los conflictos entre la nobleza jerezana.
En los siglos XIX y XX experimentó varias intervenciones para su conservación. Una de ellas, en 1955, está incluida en la lista de empresas restauradoras que usó el régimen para difundir su ideología

## Descripción
Las referencias documentales a las obras de 1480 deben corresponderse a la construcción de la nave actual y única que presenta la iglesia, de gran amplitud, con capillas adosadas lateralmente, y cabecera simple de tres lados. Los cuatro tramos de la nave se cubren con una magnífica bóveda estrellada, de mayor complejidad decorativa en cuanto a su trazado en las zonas de la cabecera y del primer tramo.

### Sacristía
De las dependencias y capillas de esta iglesia merece especial atención la Sacristía, cubierta con bóveda estrellada del siglo XVI, y la del Bautismo, cubierta con bóveda gallonada sobre trompas y acceso a través de arco de medio punto enmarcado por alfiz con mocárabes en las impostas.
El mayor interés de las capillas del templo está en el repertorio de formas mudéjares que presenta, claro ejemplo de las posibilidades que posee la arquitectura medieval jerezana.

### Capilla del Sagrario

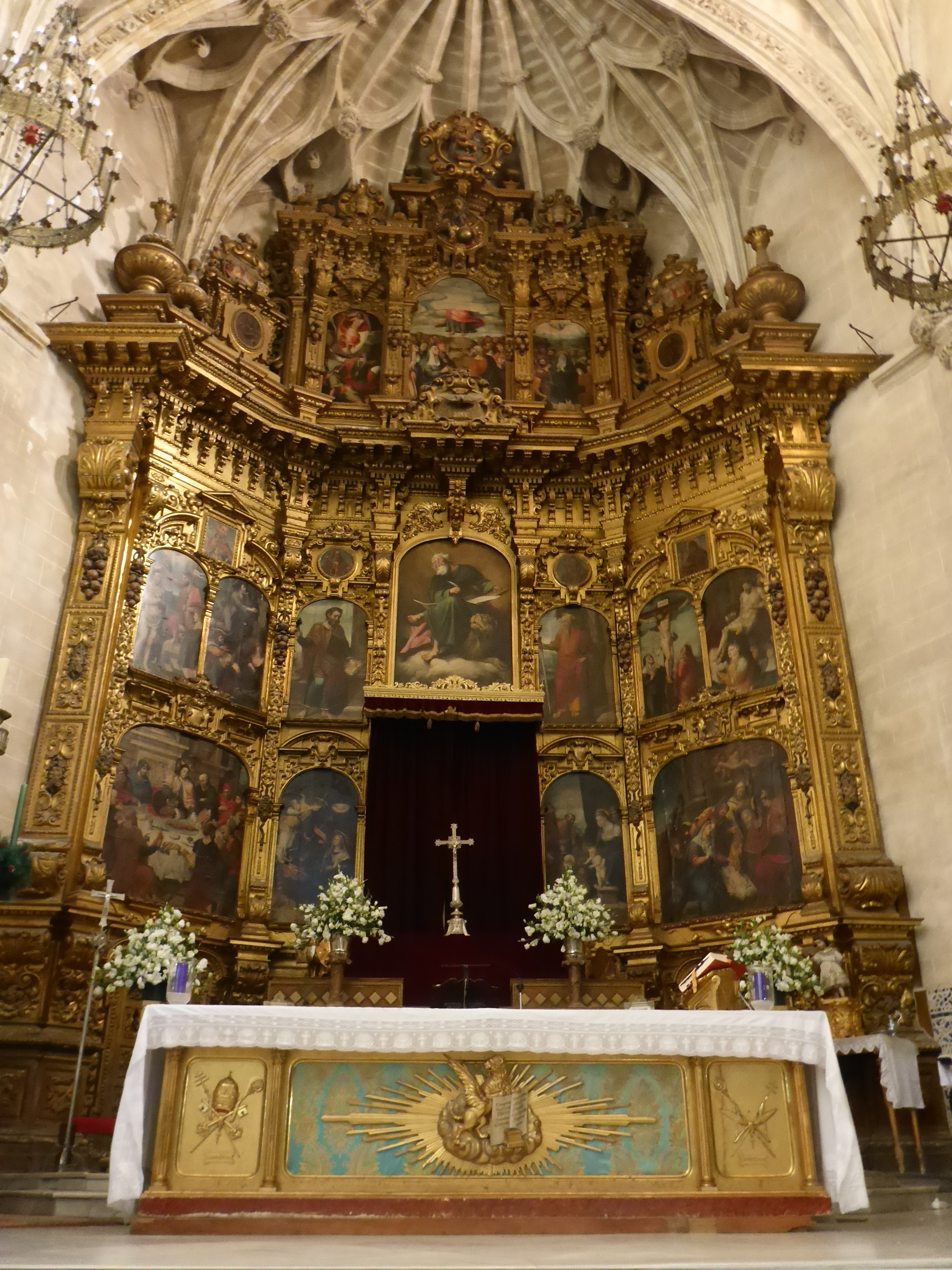
Capilla

La Capilla es una obra barroca realizada en la segunda mitad del siglo XVIII, que presenta una reja donde figura la fecha de 1795, ya en época neoclásica, a cuyo estilo pertenece el retablo de esta capilla.

### Retablo Mayor
La pieza cumbre de esta iglesia es su Retablo Mayor, que cubre todo el ábside siguiendo la forma poligonal del mismo.
Se trata de un espléndido ejemplar barroco creado en el siglo XVII, donde se organiza y muestra una notable colección de tablas pictóricas de diferentes tamaños y formatos del siglo XVI que representan a distintas escenas de los evangelios y a santos, entre una elegante arquitectura de madera dorada repleta de detalles decorativos; y que por encima de sus dos cuerpos principales remonta un espectacular ático escalonado con tablas entre pilastras talladas que soportan una movida cornisa repleta de ornamentación, todo ello rematado por grandes pináculos y escudos que se entremeten por los paños de la bóveda estrellada con que se cubre y remata el recinto.
Guarda también la parroquia de San Marcos, en su rico repertorio mobiliar, una pequeña imagen de la Virgen de Belén de finales del siglo XV.

### Fachadas
Exteriormente la iglesia es muy sencilla, y presenta tres fachadas, con una portada principal a los pies del templo de estilo manierista del siglo XVI, resuelta con pilastras almohadilladas flanqueando la puerta de entrada, que superiormente se corona con una hornacina centrada por un sencillo frontón recto partido.

## Cripta
En sus tumbas se encuentran enterrados ilustres jerezanos como Diego Fernández de Herrera.

## Conservación
A excepción de la espadaña, que será restaurada en 2014, el resto de la iglesia está en bastante buen estado de conservación.
En 2020 se denuncia el mal estado de una capilla, que se agrava en 2023

## Galería de imágenes

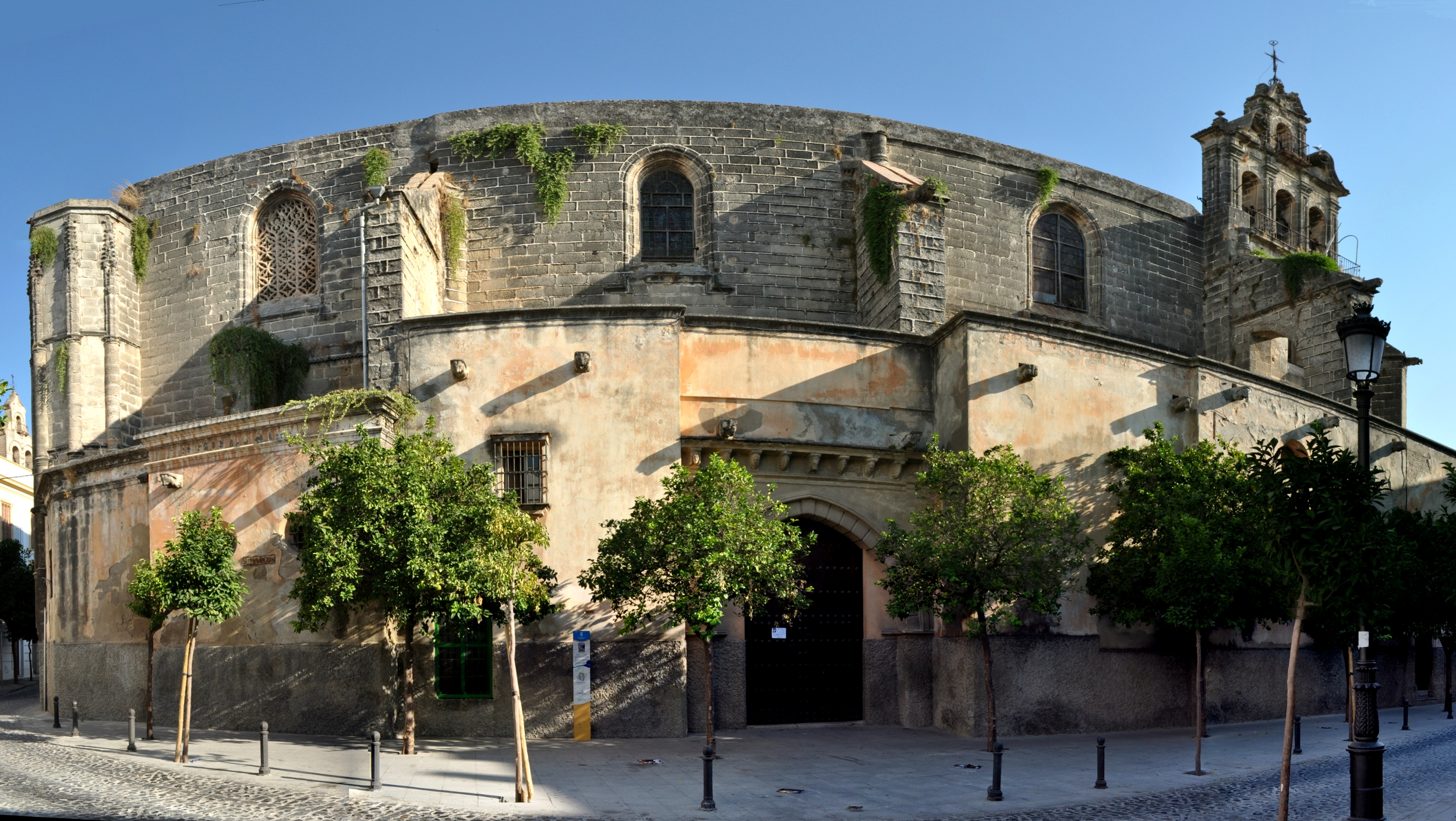
Panorámica lateral
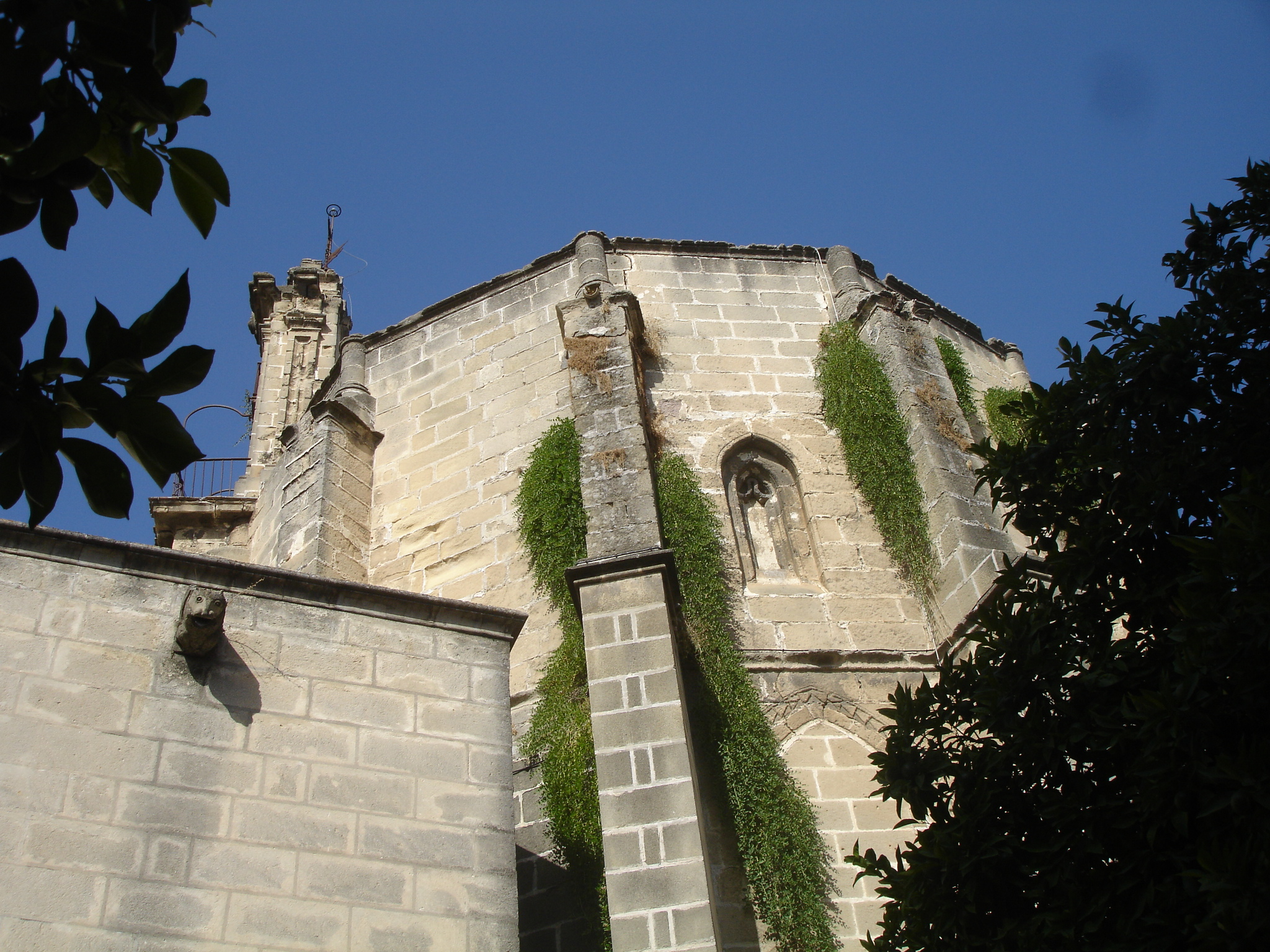
Ábside
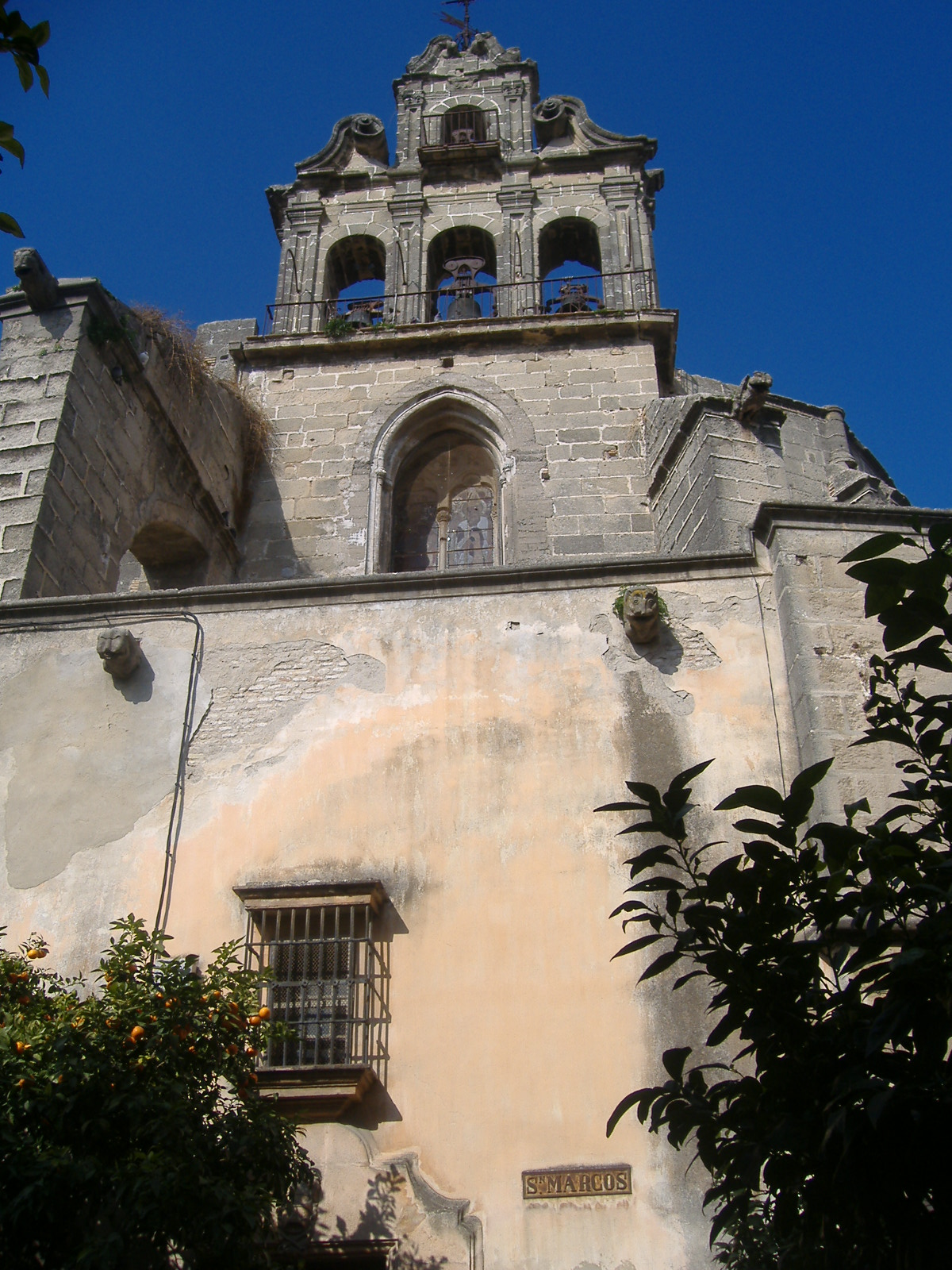
Campanario
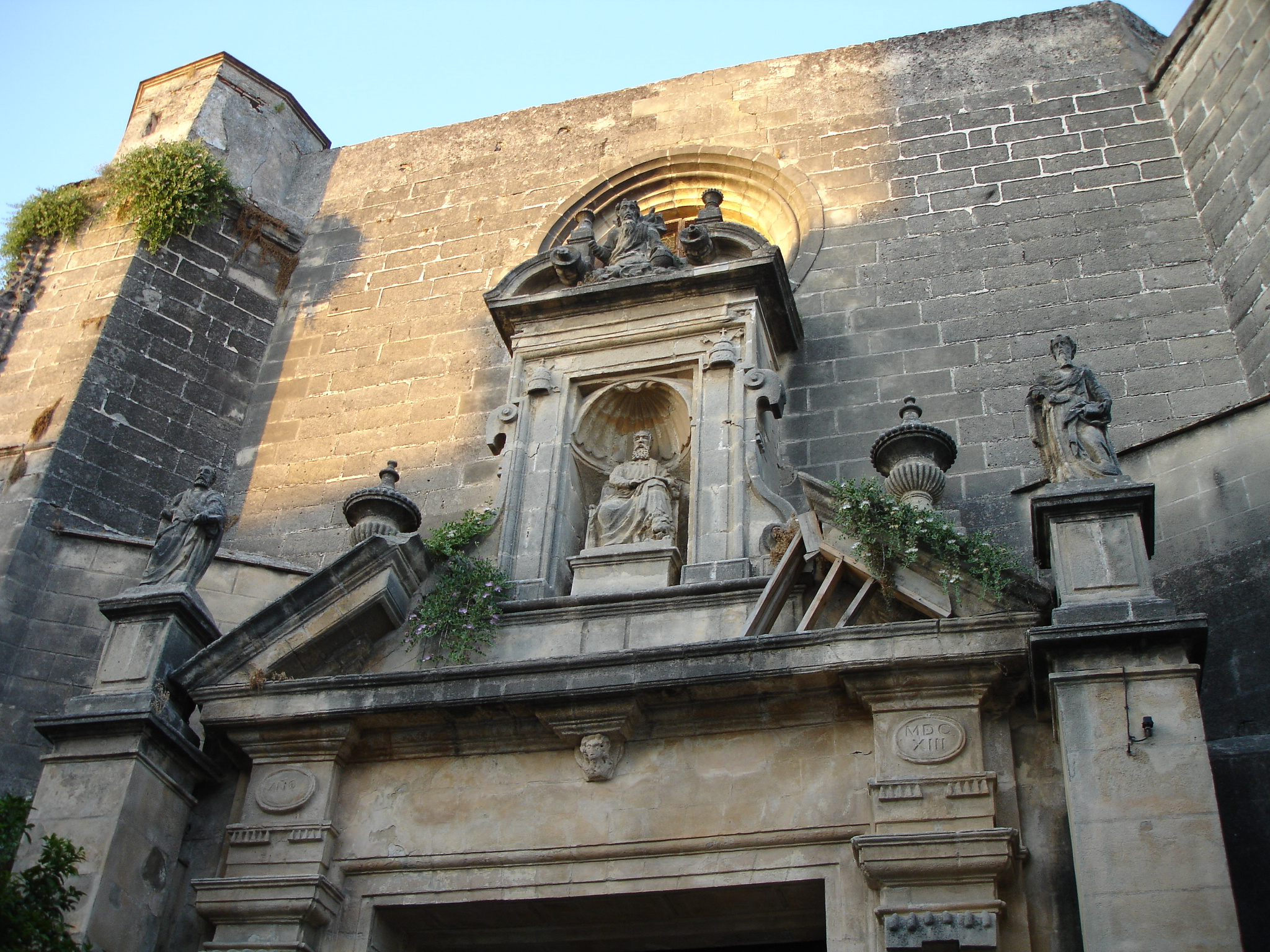
Detalle de la fachada
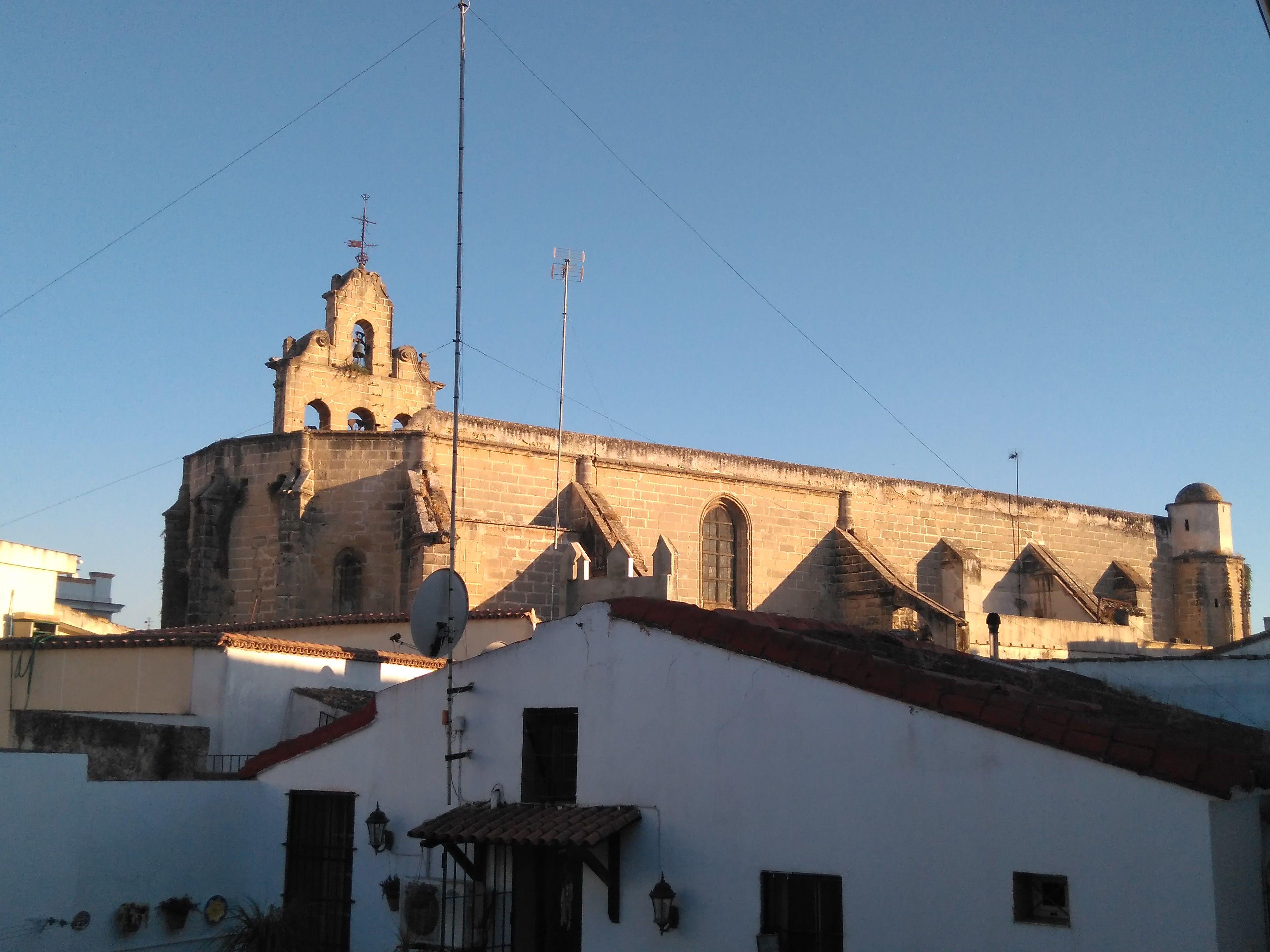
Lateral